# Ares I-Y
Ares I-Y war die Bezeichnung für den zweiten geplanten Testflug der Ares-I-Rakete. Hauptziel des Fluges wäre die Überprüfung der Flugtüchtigkeit der vollständigen ersten Stufe der Ares I sowie ein Flugabbruch aus großer Höhe gewesen. Die Mission war für das Jahr 2013/2014 geplant und wurde zusammen mit dem Constellation-Programm am 1. Februar 2010 storniert.

## Aufbau der Rakete
Die erste Stufe hätte aus einem vom Space Shuttle abgeleiteten Solid Rocket Booster mit fünf aktiven Segmenten bestanden. Diese wären mit einem Zug zum Kennedy Space Center gebracht und dort auf einer mobilen Startplattform aufgebaut worden.
Die zweite Stufe hätte aus einem flugtauglichen Tank mit einer J-2X-Triebwerksattrappe bestanden. Für das Servicemodul wäre ein Gewichtssimulator verwendet worden. Die Mannschaftskapsel wäre lediglich mit den Flugcomputern ausgestattet gewesen. Die darauf angebrachte Rettungsrakete wäre funktionstüchtig gewesen.

## Flugverlauf
Nach dem Countdown hätte die erste Stufe der Rakete gezündet und die Rakete wäre gestartet. Nach 123 Sekunden wäre in etwa 43 km Höhe die erste Stufe abgetrennt worden und sie wäre zurück in Richtung Atlantik gefallen. Wenig später hätten sich Fallschirme entfalten und für eine sanfte Wasserung sorgen sollen. Die Rakete wäre nach wenigen Stunden geborgen worden. Die zweite Stufe wäre nach der Abtrennung einige Sekunden weiter geflogen, bis der Bordcomputer die Kommandos zur Zündung des J-2X-Triebwerks gegeben hätte. Da dieses jedoch inaktiv ist, hätte der Computer einen Defekt angenommen und die Rettungsrakete aktiviert, um die Kabine von der Raketenstufe zu lösen. Während die zweite Stufe unkontrolliert in den Atlantik gestürzt wäre, sollte die Kapsel von Fallschirmen gebremst werden und schließlich im Atlantik wassern, wo sie geborgen werden sollte.